# Мулай Ісмаїл
Мулай Ісмаїл ібн Шаріф (араб. مولاي إسماعيل بن الشريف ابن النصر - Мулай (Мауля) Абу'л-Насір Ісмаїла ас-Самін ібн Шаріф; бл. 1645 — 22 березня 1727) — 2-й султан Марокко з династії Алауїтів в 1672-1727. Вкрай жорстокими заходами завершив об'єднання Марокко (за різними відомостями протягом панування наказав стратити від 20 до 36 тис. осіб). Також зміцнив статус держави на зовнішній арені, відвоювавши в Іспанії та Великої Британії важливі портові міста, а область Тимбукту в середній долині Нілу перетворив з номінального на фактичний пашалик Марокко. Разом з тим йому не вдалося розширити володіння за рахунок Османського Алжиру.

## Життєпис

### Намісник
Син Мулая Мухаммеда I, султана Тафілальта, та рабині з Судану. Народився близько 1645 року в Сіджильмасі. У 1664 році під час протистояння братів Мухаммеда II і ар-Рашида підтримав останнього. Після перемогу Ар-Рашида призначається намісником Мекнесу. На цій посаді багато зробив для розбудови місто, відновлення його як важливого торгівельного центру. також сприяв розвитку землеробства.
У 1667 призначається намісником Фесу та каліфою (представником султана) на півночі Марокко. У 1670 році стає каліфою в області Сус. 1672 року, довідавшись про смерть Мулая ар-Рашида, рушив до Фесу, де оволодів державною скарбницею та оголосив себе султаном. Невдовзі переніс столицю до Мекнесу.

### Султан

#### Придушення заколотів
У 1673 проти нього повстав небіж Ахмад ібн Махраз, що спочатку захопив Сіджильмасу, але потім рушив до Суса і Марракеші. В останньому оголосив себе султаном. Втім протягом квітня-червня Мулай Ісмаїл переміг заколотника, переважно завдяки широкому застосуванню гармат, відновивши владу в Марракеші. Але у серпні того року повстав Фес, невдоволений діями султана щодо переносу столиці. В цей час Ахмад ібн Махраз, що зміг врятуватися захопив Тазу, де знову оголосив себе султаном. На його бік перейшов Фес. Разом з тим війська Мулая Ісмаїла підійшли до цього міста. Але Фесу обіцяв допомогу також Хадір Гайлан, який прибув з Алжиру на заклик мешканці Тетуану, що повстав. З огляду на це султан спочатку виступив проти небіж, завдавши тому поразки, зайняв Тазу. Ахмад ібн Махраз втік до Сахари. За цим взяв в облогу Фес. Сам Мулай Ісмаїл рушив проти Хадіра Гайлана, якому у битві біля Ель-Ксар-ель-Кебір було завдано поразки, а сам Гайлан загинув. 28 жовтня 1673 капітулював Фес.
За цим султан повернувся до Мекнесу, де зосередив увагу на розбудові столиці, започаткувавши зведення касби, що більше нагадувала не фортецю (як було до того в столицях Магрибу), а розкішний палацовий комплекс (за це іноді Мулай Ісмаїла називають Марокканським Людовиком XIV, а його касбу порівнюють з Версалем).
У травні 1673 Марракеш вкотре захопив Ахмад ібн Махраз. Втім у 1674 році Мулай Ісмаїл мусив боротися проти повсталого арабського племені сгуна в Ангда (східне Марокко). Лише після цього рушив проти небожа. В області тадла (Середній Атлас) в битві біля Бу-Агба султан завдав поразки війську Ахмада ібн Махраза. Невдовзі було відновлено султанську владу в Марракеші, але Ахмад втік до області Драа.
У 1674 берберські племена санхаджа в Високому і Середньому Атласі підняли потужне повстання. Спроби швидко його придушити виявилися невдалими. Лише на початку 1675 року султану вдалося завдати повсталим рішучої поразки.
У 1675 Марракеш знову повстав, закликавши до себе Ахмада ібн Махраза. Облога тривала до 26 червня 1677 року. Увійшовши до міста султан наказав його пограбувати, а знать знищити. Водночас Ахмад ад-Ділаї, нащадок очільник завії й таріката (суфійського братства) Діла підняв повстання санхаджа, став нападати на околиці Фесу і Мекнесу. При цьому повсталий отримував зброю та фахівців з Османського Алжиру. Також владу в Сусі захопив Ахмад ібн Махраз. Сам султан виступив проти небожа, а проти прихильників Діла відправив 3-тисячне військо. Втім воно зазнало поразки. Невдовзі Ахмад ад-ділаї завдав поразки султанським військам у битвах біля Фесу і Тадли.
Після цього Мулай Ісмаїл наказав створити гвардію абід аль-бухарі («чорних вартових»), що складалася з рабів-суданців (з початкових 14 тис. до кінця панування султана вона зросла до 150 000 вояків). Елітною кіннотою стала джайш аль-удайя, основу яких становило арабське плем'я удайя.
В цей час в області Тафілальт повстали брати султана — Харран, Хаммад і Махраз, батько Ахмада із Суса. За цих обставин Мулай Ісмаїл рушив проти ад-Ділаї, якому біля Тадли завдав нищівної поразки. Султан наказав стратити 7 тис. повстанців, голови, яких було повішено на стінах Фесу. Протягом 1677 року придушив повстання в Сусі та Тафілальті, але пробачив братів.
У 1679 брати султана Харран, Хашам і Махраз знову повстали за підтримки берберів-санхаджа. Останні мусили відступити до оази Джебель-Сагро в східному Антиатласі, де 3 лютого 1679 року відбулася запекла битва, що не принесла жодній зі сторін перемоги. Султан мусив укласти перемир'я, за яким отримав вільний вихід до Марракешу через пустелю. Втім під час переходу через Атлас потрапив у хуртовину, втративши значну частину здобичі та війська.
У 1685 повстало місто Тарудант, де закріпилися Мулай Харран і Ахмад ібн Махраз. Невдовзі останній загинув, але султанів брат Харран боровся до 1687, після чого втік до Сахари.

#### Зовнішня політика

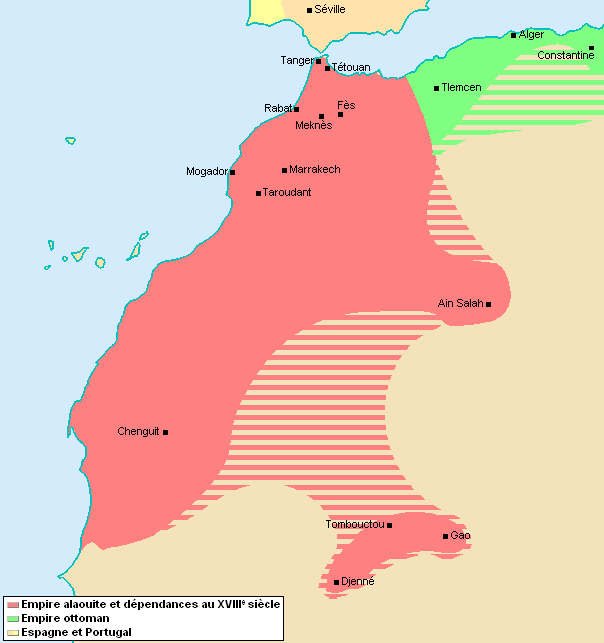
Володіння Мулай Ісмаїла

У 1678—1679 здійснив похід в гірський район Амур, що належав османам Алжиру, але зазнав невдачі. Зрештою мусив погодитися встановити кордон з Османською імперією в районі міст Уджда і Тафні. Потім здійснив похід до оази туат у Сахарі. Йому знову підкорилися арабські племена маакіл. Також посилено владу в пашалику Тімбкту. Також султан реорганізував управління в султанаті, призначивши нових каїдів і пашів.
За цим султан зосередив увагу на вигнанні християнських залог з Магрибу. Спочатку 1680 року його війська взяли в облогу Танжер, що належав англійцям. Місто впало 1684 року. Водночас 1681 року захопив порт Ла-Мамуру, що належав іспанцям. Після цього перейменував місто на Махдію. Завершив формування військового корпусу з європейців-ренегатів.
У 1682 відправив посольство до Франції з метою укладання військового і торгівельного союзу. Головним чином султан намагався здобути підтримку проти Іспанії. 1685 року Мулай Ісмаїл женихався до Марії Анни де Конті, позашлюбної доньки короля Людовика XIV, проте марно.
У цей час небіж Ахмад ібн Махраз із турецьким військом підступив до Тафні. Проте своєчасний наступ султанських військ змусив супротивника відступити без бою. Але Ахмад ібн Махраз зумів зайняти область Сус, де протистояв султану протягом 1683 року. У 1684 року в битві за місто Тарудант Мулай Ісмаїл зазнав поранення, але попри успіхи не зміг остаточно перемогти небожа.
У 1688 розпочав підготовку до захоплення Ларашу, що належав Іспанії. Облога почалася 15 липня 1689 року й тривала до 11 листопада, коли місто було захоплено. Марокканці захопили 1600 іспанських солдатів, зокрема 100 офіцерів, та 44 гармати. 1691 року також завойовано порт Асіла.
У 1689 встановлено зверхність над еміратом Адрар (на південний схід). Згодом емір Трарзи Аль-Сид визнав васалітет від Марокко.
У 1692 відправив війська на чолі з сином Зіданом проти Османського Алжиру, але той зазнав поразки. В свою чергу османи захопили землі до річки Мулуя. Зрештою було укладено мир. 1693 року султан спробував захопити іспанське місто Оран, але зазнав невдачі. У 1694—1696 роках здійснив безуспішні облоги міст Сеута і Мелілья.
У 1701 розпочав новий похід з підкорення Алжиру. Але в битві неподалік річки Шеліф зазнав нищівної поразки й ледве врятувався. Після цього уклав мирний договір з Османською імперією, який дотримувався до кінця панування Мулай Ісмаїла.
Водночас вступ на трон Іспанії представника династії Бурбонів погрішив відносини з Францією, але натомість налагодив відносини з Великою Британією. 1702 року відправив сина Зідана з наказом захопити у іспанців острів Пеньйон-де-Велес-де-ла-Гомера поблизу північного узбережжя Марокко. Спочатку вдалося зруйнувати фортецю, але утримати острів не вдалося. Водночас за підтримки англійського флоту (в цей час тривала війна за іспанську спадщину) поновилася облога Сеути.

#### Зміцнення влади
У 1692—1693 внаслідок військової кампанії було підкорено племена берберів-санхаджа з області Феззас (захід Середнього Атласу). В захоплених місцинах наказав звести фортеці, де розмістив свої залоги. Відтоді Марокко вважається остаточно об'єднаним.
До 1700 роззброїв усі племена та громади, залишивши війська лише у складі абід аль-бухарі та джайш аль-удайя. Також бербери Ер-Рифу ще мали зброю, а рід Аль-Рифі став спадковим намісником цієї області. Також до 1700 року було зведено в країні 76 касб (фортець) та багато невеликих укріплень. Особливо потужними були в гірських прикордонних і портових містах, а також у Фесі та Мекнесі.
У 1699 уклав союз із Францією та Тунісом проти Алжирського пашалика. В цей час владу султана визнав Мулай ат-Тіхами, шаріф (з гілки Ідрісидів) і голова впливової на півночі тарики (суфійського братства) Уеззани (Ваззанійї)
Крім того, впроваджено нові податки: мукус — з торгових угод усередині країни та з іноземними купецькими компаніями, на міста було накладено податок найба, який платила міська громада в обмін на несення військової служби.

#### Боротьба між синами
У 1700  розділив провінції між синами: Ахмад отримав Тадла, Абд аль-Малік — Драа, Мухаммед аль-Алам — Сус, Аль-Мамун — Сіджильмасу, Хафід землі на кордоні з Османським Алжиром. Але невдовзі інший син Насер напав на Абд аль-Маліка, якого переміг й захопив Драа. Тоді султан відправив сина Шаріфа, що переміг Насера й став намісником Драа.
У 1703 син Мухаммад аль-Алам, що претендував на статус спадкоємця замість зведеного брата Зідана, підняв повстання в Сусі й невдовзі захопив Марракеш. 1704 року Зідан переміг Мухаммеда, який зрештою потрапив у полон. Мулай Ісмаїл наказав відрубати синові руку і ногу. Втім через жорстокості став підозрювати сина Зідана, якого наказав задушити у 1707 році. Того ж року син Насер повстав в Сусі, але швидко був переможений й вбитий. Після цього оголосив Абд аль-Маліка спадкоємцем, якого призначив намісником Суса. Але через незалежну поведінку та відмову передавати податки до столиці невдовзі позбавлений цього статусу. Інший син — Ахмад, намісник Тадли — став спадкоємцем трону.

#### Останній роки
У 1720 завдяки втручанню іспанського флоту султан мусив зняти тривалу облогу (більше блокаду) Сеути. Але в 1721 марокканські війська знову повернулися до Сеути. У 1722 повній облозі завдала буря, що знищила флот Марокко. Облога Сеути тривала до самої смерті султана в 1727. Йому спадкував син Мулай Ахмад.

## В літературі
- один з головних герої роману Анни і Сержа Голон «Анжеліка і султан».
- згадується в 11-му розділі «Кандіда» Вольтера.
- другорядний персонаж у романі «Воїн султана» Болдуїн Бейтса